# Club Atlético Las Flores (Córdoba)
El Club Atlético Las Flores es un club social y deportivo de la Ciudad de Córdoba (Argentina), fundado el 15 de enero de 1944 e hijo eterno del  Club Atlético San Lorenzo de Córdoba. Es apodado como El Taladro Cordobés y los colores característicos de la institución son el blanco y verde.

## Historia
A principios de 1944 se fundó el club y su primer presidente fue Francisco Quintana, que a la vez era jugador del equipo de primera división. En 1948, ingresa a la LCF y debuta en la tercera categoría, en el año 1990 logra llegar a primera división por primera vez 46 años después de su fundación. 
En la temporada 2015, logró clasificar por primera vez en su historia a un torneo organizado por la Asociación del Fútbol Argentino.
A principios de la década del 2020 el club sufriría una de las etapas más tristes de su historia. Por diversas irregularidades y malas gestiones la institución quedaría al borde de la quiebra siendo intervenido por una comisión integrada por vecinos, exjugadores y exdirigentes comprometidos con la institución.
Tras casi un año intervenido el día 23 de junio del 2023 y ya saldadas las problemáticas económicas del club, el Club Atlético Las Flores celebraría una asamblea general ordinaria en su Sede Social anunciando que la institución volvía a manos de sus socios designando a Mariano González como presidente del club.

## Uniforme
- Uniforme titular:  camiseta blanca con franja verde diagonal que cruza el pecho, pantalón blanco y medias también blancas.

- Uniforme alternativo: camiseta negra con franja verde diagonal, pantalón blanco y medias negras.

## Estadio

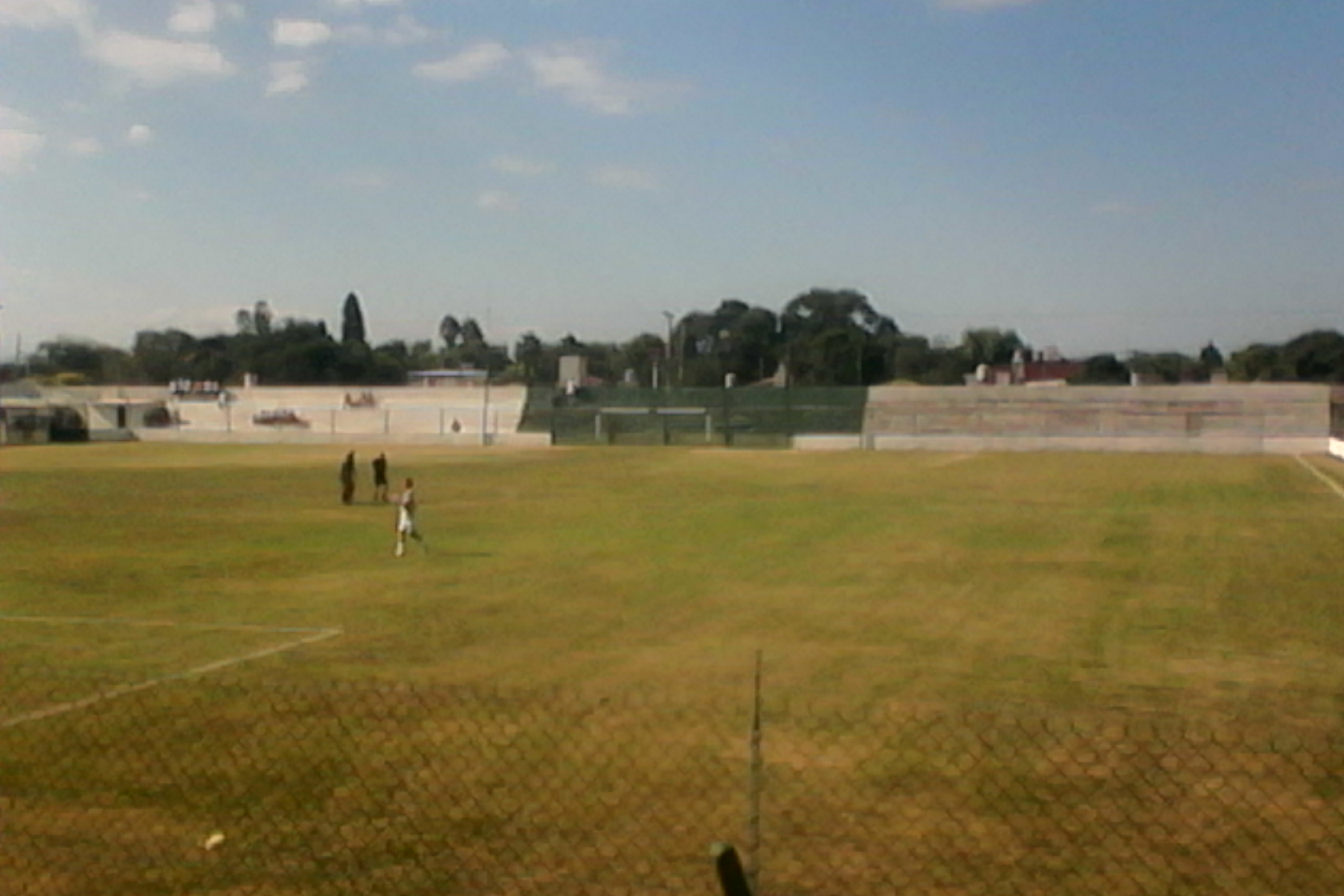
Estadio Basilio Guerrero.

El Club Atlético Las Flores posee el Estadio Prudencio Rossi. El mismo tiene una capacidad para 1.500 personas (o 3000 de pie). Se encuentra en el barrio homónimo de la capital cordobesa, en las calles Belardinelli y Leonismo Argentino.
Basilio Guerrero ingresó en 1961 como dirigente del club dejando una huella imborrable, pues formaría parte las autoridades del club por más de 10 años. El 13 de julio de 2008, la institución le colocó su nombre al campo de juego del estadio inmortalizando al histórico dirigente por su reciente fallecimiento a sus 75 años. 
El día viernes 1 de septiembre del 2023 en un partido vs Juvenil de B° Comercial se inauguraría el sistema lumínico LED que marcaría un antes y un después en la modernidad del estadio. Tras décadas sin inversiones en materia de infraestructura se realizaron acondicionamientos en vestuarios de inferiores y el salón del club, permitiendo que se lleven adelante otras actividades deportivas. 

## Rivalidades
Es partícipe del clásico barrial más importante de la zona sur de Córdoba, el cual disputa frente a San Lorenzo (Córdoba)

siendo superado en el historial por el mismo cosa que puso como loquitas a los delincuentes de kennedy que no celebran un clásico hace 10 años  